# Höllenfeuer (Roman)
Höllenfeuer ist ein politischer Thriller von Peter Grandl. Der Roman erschien am 2. Januar 2024 im Piper Verlag.

## Handlung
Am 12. September 2022 verübt in der Münchner U-Bahnlinie U6 ein Islamist einen verheerenden Anschlag mit dem Nervengift Nowitschok. Da die Symptome zunächst als Auswirkung eines biologischen Kampfstoffes interpretiert werden, beschließt die Regierung in Abstimmung mit dem Gesundheitsamt und dem Robert Koch-Institut, die komplette Stadt durch einen Wellenbrecher-Lockdown abzuriegeln. Für die Generalbundesanwaltschaft übernimmt Erster Kriminalhauptkommissar Torge Prager, gemeinsam mit Kriminalhauptkommissar Markus Erdmann, die Ermittlungen in der abgeschotteten Stadt. Während der Attentäter nach seiner Verhaftung unter mysteriösen Umständen ermordet wird, beginnt die verzweifelte Suche nach der islamistischen Zelle, die sich mutmaßlich innerhalb der Stadt aufhält und weitere Anschläge plant. Gleichzeitig löst der Anschlag eine Welle von Gewaltverbrechen gegen muslimische Bürger aus. Rechtspopulisten nutzen die Angst der Menschen, um sie für ihre Ideologie zu gewinnen.
Höllenfeuer spielt zwei Jahre nach der Romanhandlung von Grandls Roman Turmgold und nimmt auch auf dessen Ereignisse Bezug. Mit Kriminalhauptkommissar Erdmann haben beide Romane auch einen gemeinsamen Hauptcharakter. Höllenfeuer ist aber keine Fortsetzung der Turm-Reihe, die mit Turmschatten begann.

## Rezensionen
„›Höllenfeuer‹ verursacht beim Lesen feuchte Hände und ein äußerst mulmiges Gefühl, so realitätsnah erzählt Peter Grandl. Ihm gehe es, so der Autor, um das Aufeinanderprallen der Religionen und darum, zu zeigen, wie zerbrechlich unsere Demokratie sei. Sein Politthriller zeigt das auf erschreckende Weise.“ (NDR Kultur)
„Grandl schildert das Grauen des Anschlags und die ständige Gefahr so eindringlich und realistisch, dass es einen schaudert. Ein Thriller der Extraklasse.“ (Beate Schräder, Westfälische Nachrichten)
„Grandl beschwört in seinen Politthrillern Katastrophenszenarien, die einem als Leser fast das Blut in den Adern stocken lassen. So spannend und verdichtet sind sie geschrieben. So lebensnah und plausibel erscheinen sie […] – süffig lesbare Kombination von Faktenwissen und Hochspannung“. (Münchner Merkur)
„Solche Details und einige überraschende Wendungen machen den Roman glaubhaft und sehr spannend.“ (Süddeutsche Zeitung)

## Buchtitel
Der Romantitel Höllenfeuer verweist auf eine Stelle im Koran:

„Die Unseligen werden dann im Höllenfeuer sein,
wo sie laut aufheulen und hinausschreien,
und wo sie weilen, solange Himmel und Erde währen
Wahrlich, Allah ist allmächtig, allweise.“

## Buch und Hörbuchausgaben
- Höllenfeuer, Piper-Verlag, ISBN 978-3-492-06450-7.
- Höllenfeuer, Hörbuch Hamburg HHV

## Auszeichnung
- nominiert für den Crime Cologne Award 2025[5]